# Psilogramma darius
Psilogramma darius är en fjärilsart som beskrevs av Ménétriés 1857. Psilogramma darius ingår i släktet Psilogramma och familjen svärmare. Inga underarter finns listade.